# Peter Borgelt
Peter Borgelt (20 de septiembre de 1927 – 18 de marzo de 1994) fue un actor teatral, cinematográfico y televisivo de nacionalidad alemana.

## Biografía

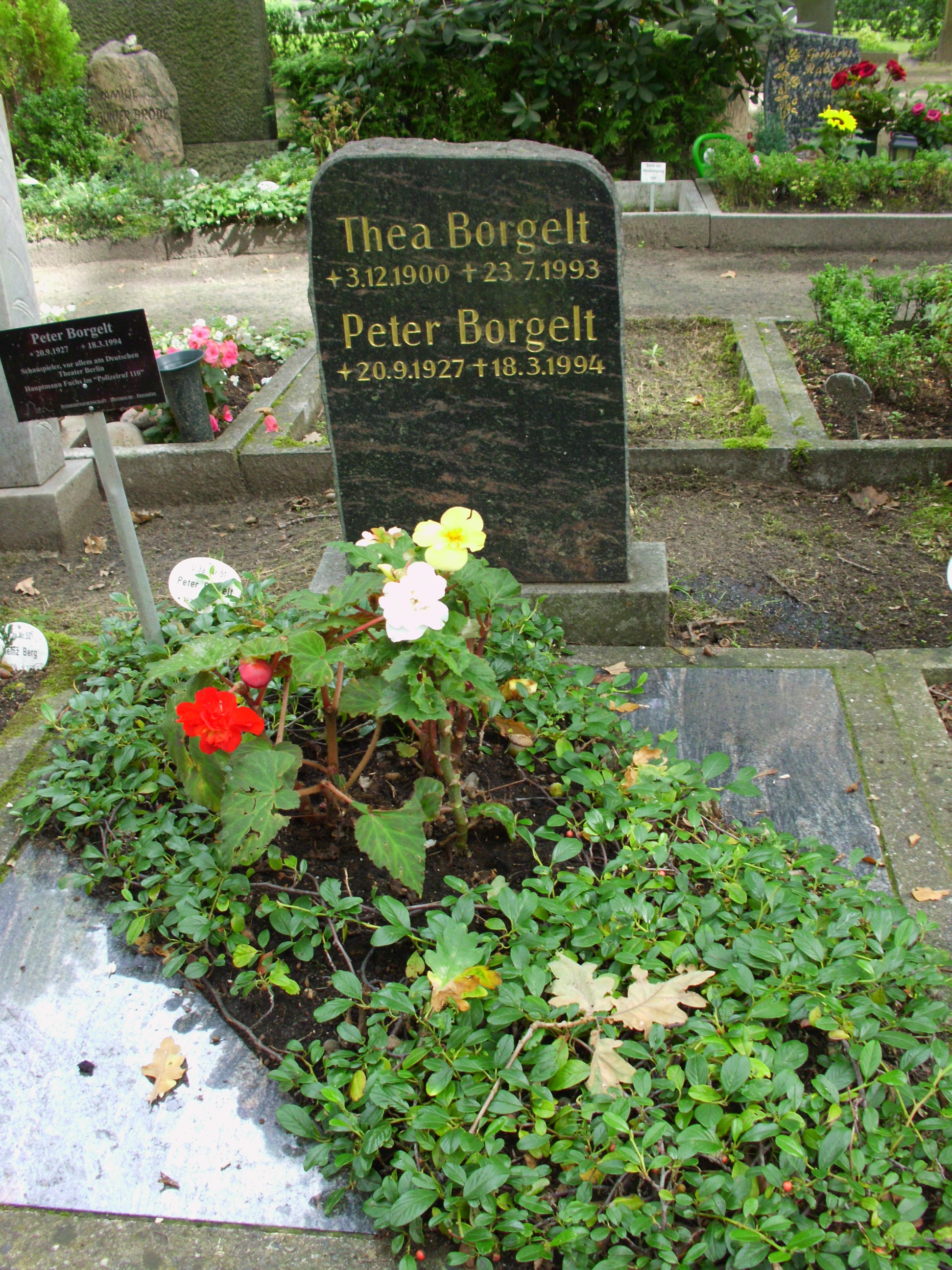
Tumba de Peter Borgelt y su madre, Thea Borgelt, en el Cementerio Evangélico en Berlín-Karlshorst

Nacido en Rostock, Alemania, en el seno de una familia de artistas, su padre era el actor Paul Borgelt (16 de febrero de 1887 – 28 de agosto de 1971), y su madre la cantante Thea Krumreich. 
Tras el final de la Segunda Guerra Mundial, se ocupó como aprendiz trabajando en la construcción, aunque deseaba ser compositor y se inscribió en el Conservatorio de Kamenz. Mientras estudiaba, trabajó temporalmente en el Kreistheater de Burgstädt, lo cual le hizo aficionarse a la interpretación, y decidir tomar clases privadas. De esa manera, antes de 1950, y tras pasar un examen, fue contratado para trabajar en el Burgstädter Theater junto a su padre. Tras varias temporadas actuando en Meiningen, Halberstadt, Magdeburgo, Leipzig y Schwerin, en 1967 llegó al Deutsches Theater de Berlín. Borgelt, actor de carácter, siguió ligado a dicho teatro hasta el momento de su muerte en 1994. Sus últimas actuaciones en el escenario tuvieron lugar en la obra de Hugo von Hofmannsthal Der Turm, y en la de Nikolái Ostrovski Der Wald.
El primer trabajo de Borgelt en la televisión de la República Democrática de Alemania fue en el programa musical "Klock 8, achtern Strom". A partir de 1971 trabajó en la serie criminal Polizeiruf 110, conocida más allá de las fronteras de la RDA, y en la cual encarnaba al teniente Fuchs hasta 1978, ascendido a capitán a partir de ese año, y rodando hasta 1991 un total de 84 episodios. Una revista le llamó el „Maigret de Alemania del Este“, y Borgelt fue comparado con Jean Gabin. 
Peter Borgelt falleció el 18 de marzo de 1994 en Berlín a causa de un cáncer. Tenía 66 años de edad. Fue enterrado en el cementerio del barrio berlinés de Karlshorst. Borgelt se había casado tres veces. Tenía dos hijos y una hija.

## Filmografía (selección)
| - 1961: "Die Bombe" (TV) - 1964: "Die Abenteuer des Werner Holt" - 1965: "Das Kaninchen bin ich" - 1967: "Geheimcode B 13" (serie TV, episodios 1-4) - 1968: "Die Toten bleiben jung" - 1969: "12 Uhr mittags kommt der Boß" - 1969: "Nebelnacht" - 1969: "Drei von der K, Folge: Ein merkwürdiger Fall" (serie TV) - 1970: "Sudba rezidenta" - 1970: "Heiner Fink" (TV) - 1970: "Kein Mann für Camp Detrick" (TV) - 1970: "Zwei Briefe an Pospischiel" (TV) - 1971: "Hut ab, wenn du küßt!" - 1971: "Verspielte Heimat" - 1971-1991: "Polizeiruf 110" (serie TV, 84 episodios) - 1976: "Leben und Tod König Richard III" (TV) - 1979: "Herbstzeit" (TV) - 1981: "Schauspielereien: Die Liebe höret nimmer auf" (serie TV) - 1983: "Die lieben Luder" (TV) - 1983: "Was dem einen sein Teufel, ist dem andern sein Nachtigall" (TV) | - 1984: "Familie Neumann" (serie TV) - 1985: "Die Rundköpfe und die Spitzköpfe" (TV) - 1985: "Ferienheim Bergkristall", episodio "Ein Fall für Alois" (TV-Serie) - 1986: "Viola" (TV) - 1986: "Schäferstündchen" (TV) - 1986: "Kalter Engel" (TV) - 1987: "Verzeihung – wie kommen Sie in mein Bett?" (TV) - 1987: "Die Wildschweinjagd" (TV) - 1988: "Schauspielereien: A und O – Geschichten mit dem Auto" (serie TV) - 1988: "An allem ist Matuschke schuld" (TV) - 1988: "Der blaue Boll" (TV) - 1989: "Schulmeister Spitzbart" (TV) - 1989–1990: "Spreepiraten" (TV-Serie) - 1990: "Tatort " y "Polizeiruf 110": "Unter Brüdern" (serie TV) - 1991: "Der Sturmgeselle Sokrates" (TV) - 1991: "Drei reizende Schwestern", episodio "Ein Hauch von Alpenglüh’n" (serie TV) - 1992: "Frank und Robert" (TV) - 1992: "Sherlock Holmes und die sieben Zwerge", episodio "Ein geheimnisvolles Geschenk" (serie TV) |

## Literatura
- Lothar Just: Filmjahrbuch. Munich 1995, (Heyne-Filmbibliothek 216), ISBN 3-453-08130-7
- Frank-Burkhard Habel & Volker Wachter: Das große Lexikon der DDR-Stars. Berlín 2002, Schwarzkopf & Schwarzkopf, ISBN 3-89602-391-8
- Peter Borgelt en  http://bundesstiftung-aufarbeitung.de